# 19-й меридіан східної довготи
19-й меридіан східної довготи — лінія довготи, що лежить на 19 градусів східніше Гринвіцького меридіана. Вона проходить від Північного полюса через Північний Льодовитий океан, Європу, Африку, Атлантичний океан, Південний океан та Антарктиду до Південного полюса.
19-й меридіан східної довготи формує велике коло разом із 161-шим меридіаном західної довготи.

## Список географічних об'єктів, що перетинає 19° сх. д.
Починаючи на Північному полюсі та рухаючись до Південного полюса, 19-й меридіан східної довготи проходить через:
| Координати                                                 | Країна, територія або море       | Примітки                                                                                        |
| ---------------------------------------------------------- | -------------------------------- | ----------------------------------------------------------------------------------------------- |
| 90°0′ пн. ш. 19°0′ сх. д. / 90.000° пн. ш. 19.000° сх. д.  | Північний Льодовитий океан       |                                                                                                 |
| 80°9′ пн. ш. 19°0′ сх. д. / 80.150° пн. ш. 19.000° сх. д.  | Норвегія                         | Шпіцберген — проходить через острови Північно-Східна Земля та Шпіцберген                        |
| 78°5′ пн. ш. 19°0′ сх. д. / 78.083° пн. ш. 19.000° сх. д.  | Баренцове море                   |                                                                                                 |
| 74°31′ пн. ш. 19°0′ сх. д. / 74.517° пн. ш. 19.000° сх. д. | Норвегія                         | Проходить через Ведмежий острів                                                                 |
| 74°23′ пн. ш. 19°0′ сх. д. / 74.383° пн. ш. 19.000° сх. д. | Атлантичний океан                | Норвезьке море                                                                                  |
| 70°11′ пн. ш. 19°0′ сх. д. / 70.183° пн. ш. 19.000° сх. д. | Норвегія                         | Проходить через острови Нордквальойя[en], Рінгвассьойя[en], Квальойя[en] і Тромсьойя та материк |
| 68°31′ пн. ш. 19°0′ сх. д. / 68.517° пн. ш. 19.000° сх. д. | Швеція                           |                                                                                                 |
| 63°12′ пн. ш. 19°0′ сх. д. / 63.200° пн. ш. 19.000° сх. д. | Балтійське море                  | Ботнічна затока                                                                                 |
| 59°54′ пн. ш. 19°0′ сх. д. / 59.900° пн. ш. 19.000° сх. д. | Швеція                           |                                                                                                 |
| 59°42′ пн. ш. 19°0′ сх. д. / 59.700° пн. ш. 19.000° сх. д. | Балтійське море                  | Проходить західніше острова Готска-Санден, Швеція                                               |
| 57°55′ пн. ш. 19°0′ сх. д. / 57.917° пн. ш. 19.000° сх. д. | Швеція                           | Проходить через острів Готланд                                                                  |
| 57°46′ пн. ш. 19°0′ сх. д. / 57.767° пн. ш. 19.000° сх. д. | Балтійське море                  |                                                                                                 |
| 54°21′ пн. ш. 19°0′ сх. д. / 54.350° пн. ш. 19.000° сх. д. | Польща                           | Проходить західніше Катовіце                                                                    |
| 49°24′ пн. ш. 19°0′ сх. д. / 49.400° пн. ш. 19.000° сх. д. | Словаччина                       |                                                                                                 |
| 48°3′ пн. ш. 19°0′ сх. д. / 48.050° пн. ш. 19.000° сх. д.  | Угорщина                         | Проходить західніше Будапешта                                                                   |
| 45°57′ пн. ш. 19°0′ сх. д. / 45.950° пн. ш. 19.000° сх. д. | Сербія                           |                                                                                                 |
| 45°33′ пн. ш. 19°0′ сх. д. / 45.550° пн. ш. 19.000° сх. д. | Хорватія                         | Приблизно на 16 км                                                                              |
| 45°24′ пн. ш. 19°0′ сх. д. / 45.400° пн. ш. 19.000° сх. д. | Сербія                           | Приблизно на 4 км                                                                               |
| 45°22′ пн. ш. 19°0′ сх. д. / 45.367° пн. ш. 19.000° сх. д. | Хорватія                         |                                                                                                 |
| 44°51′ пн. ш. 19°0′ сх. д. / 44.850° пн. ш. 19.000° сх. д. | Боснія і Герцеговина             |                                                                                                 |
| 43°32′ пн. ш. 19°0′ сх. д. / 43.533° пн. ш. 19.000° сх. д. | Чорногорія                       | Приблизно на 13 км                                                                              |
| 43°24′ пн. ш. 19°0′ сх. д. / 43.400° пн. ш. 19.000° сх. д. | Боснія і Герцеговина             | Приблизно на 14 км                                                                              |
| 43°16′ пн. ш. 19°0′ сх. д. / 43.267° пн. ш. 19.000° сх. д. | Чорногорія                       |                                                                                                 |
| 42°9′ пн. ш. 19°0′ сх. д. / 42.150° пн. ш. 19.000° сх. д.  | Середземне море                  |                                                                                                 |
| 30°16′ пн. ш. 19°0′ сх. д. / 30.267° пн. ш. 19.000° сх. д. | Лівія                            |                                                                                                 |
| 22°2′ пн. ш. 19°0′ сх. д. / 22.033° пн. ш. 19.000° сх. д.  | Чад                              |                                                                                                 |
| 8°59′ пн. ш. 19°0′ сх. д. / 8.983° пн. ш. 19.000° сх. д.   | Центральноафриканська Республіка |                                                                                                 |
| 8°46′ пн. ш. 19°0′ сх. д. / 8.767° пн. ш. 19.000° сх. д.   | Чад                              |                                                                                                 |
| 8°31′ пн. ш. 19°0′ сх. д. / 8.517° пн. ш. 19.000° сх. д.   | Центральноафриканська Республіка |                                                                                                 |
| 4°44′ пн. ш. 19°0′ сх. д. / 4.733° пн. ш. 19.000° сх. д.   | ДР Конго                         |                                                                                                 |
| 8°0′ пд. ш. 19°0′ сх. д. / 8.000° пд. ш. 19.000° сх. д.    | Ангола                           |                                                                                                 |
| 17°50′ пд. ш. 19°0′ сх. д. / 17.833° пд. ш. 19.000° сх. д. | Намібія                          |                                                                                                 |
| 28°54′ пд. ш. 19°0′ сх. д. / 28.900° пд. ш. 19.000° сх. д. | ПАР                              | Північнокапська провінція Західнокапська провінція                                              |
| 34°20′ пд. ш. 19°0′ сх. д. / 34.333° пд. ш. 19.000° сх. д. | Атлантичний океан                |                                                                                                 |
| 60°0′ пд. ш. 19°0′ сх. д. / 60.000° пд. ш. 19.000° сх. д.  | Південний океан                  |                                                                                                 |
| 69°56′ пд. ш. 19°0′ сх. д. / 69.933° пд. ш. 19.000° сх. д. | Антарктида                       | Проходить через Землю Королеви Мод (претендує Норвегія)                                         |